# 国語改革を批判する
『国語改革を批判する』（こくごかいかくをひはんする）は、1983年5月に中央公論社「日本語の世界」シリーズの第16巻で出版された書籍。1999年10月に、丸谷才一編著「国語改革を批判する」（中公文庫）として再刊された。
国字改良論に各自否定的な立場を取る6編の論考で構成されている。正字体および歴史的仮名遣を是とし、新字体および現代仮名遣いを非とすることを唱える。國語改革反対派が改革派を批判する際に用いる常套的な主張をまとめており、福田恆存「私の國語敎室」など反対派の関連書籍に数えられる。

## 内容

### 国語改革の歴史（戦前）
前島密の漢字御廃止之議から説きおこし、否定的な評価をさしはさみつつ、国字改良論の展開についてのべる。

### 国語改革の歴史（戦後）
第二次大戦の日本の敗戦後、1946年の現代仮名遣いと当用漢字（常用漢字）の制定について、旧字旧かなの是認を基調にしつつその経緯をのべる。

### 現代日本語における漢字の機能
漢語（二字熟語）について、和語に比べて語彙の多いことを長所とし、形態素の結合を分子になぞらえ、漢字の性質と漢字の重要性を説く。

### 国語改革と私
著者がいわゆる旧仮名派になった経緯と、研究者としての「校本宮澤賢治全集」（筑摩書房）の刊行と歴史的かなづかいの使用に対する批判者への反論とをのべる。

### 「日本語改革」と私―ある国語生活史
少時の文章に対する印象や、文章語と異なる口頭語の性質（記憶力に起因して、長い文においては文の始めから終わりまでが整合的にならないこと）などについて述べた随筆。

### 言葉と文字と精神と
平易な表記をもって読み書きの普及に資するという国字改良論の目的を不要とする。ついで現代仮名遣いの弊害と称して、(1)語源の曖昧化(2)言語体系の破壊(3)同語異発音の余裕の消滅(4)拗音・促音について述べる。また、「伝統」および「文化の断絶」という概念についてもふれる。

## 丸谷才一の表記観
本書の「言葉と文字と精神と」で、丸谷才一は簡潔に新字体・当用漢字（常用漢字）に関する自分の見解を述べている。それによれば、次の三つからなる。
1. 現代仮名遣いの和語の表記を変更した点は全く愚挙である。
2. 漢語の仮名表記（字音仮名遣）を変更し、簡略化したことには賛同する。和語の表記と漢語の表記は別の基準でよい。
3. 漢字の字体の簡略化自体は必要であるが、当用漢字（常用漢字）に挙げられているものには主観的に気に入らない字が多い。

全体的に新字新かなを非とするが、一部に留保をつけているのが特徴である。

## 刊行書誌
- 丸谷才一 編『国語改革を批判する』中央公論社〈日本語の世界 16〉、1983年5月。
  - 丸谷才一 編『国語改革を批判する』中央公論社〈中公文庫〉、1999年10月。ISBN 4122035058。
- 丸谷才一『完本 日本語のために』新潮社〈新潮文庫〉、2011年2月。 - 上記「言葉と文字と精神と」を収録。
  - 本書は 『日本語のために』、『桜もさよならも日本語』（各新潮社、のち新潮文庫）から抜粋収録した新編版。